# 준대규모 사철
준대규모 사철은 일본의 민영 철도 사업자(사철) 중 대규모 사철에 비해 규모는 작지만 연선 지역의 발전에 따라 수송 규모가 증가하고 보유 차량 수와 열차 운전 빈도가 대기업 사철에 필적하는 철도 회사를 일컫는다. 2009년 현재 다음의 철도 회사 5개 사가 준대규모 사철로 되어 있다.
- 신케이세이 전철 (新京成)
- 오사카 부 도시 개발 (泉北高速)
- 기타오사카 급행 철도 (北急)
- 고베 고속 철도 (神戸高速)
- 산요 전기 철도 (山陽、山電)

## 같이 보기
- 일본의 철도 회사 목록